# 来谦鸣
来谦鸣（？—？），浙江萧山人，清朝政治人物。进士出身。
来谦鸣曾于乾隆年间接替徐铭砚任建宁府知府一职，乾隆四十八年（1783年）由凌广赤接任。